# Tuer n'est pas jouer (film, 1987)
« The Living Daylights » redirige ici. Pour les autres significations, voir The Living Daylights (homonymie).
Pour l’article homonyme, voir Tuer n'est pas jouer (film, 1965).
Série
Dangereusement vôtre
(1985) Permis de tuer
(1989)
Pour plus de détails, voir Fiche technique et Distribution.
Tuer n'est pas jouer (The Living Daylights) est un film d'espionnage britannique réalisé par John Glen et sorti en 1987. Il s’agit du quinzième opus de la série des films de James Bond produite par EON Productions. Timothy Dalton y incarne James Bond pour la première fois.
C'est l'adaptation cinématographique de la nouvelle Bons baisers de Berlin (The Living Daylights) de Ian Fleming, extraite du recueil Meilleurs vœux de la Jamaïque, paru en 1966. Le film ne reprend principalement que le titre original de la nouvelle et la scène post-générique. The Living Daylights va être le dernier film de James Bond pour près de deux décennies à reprendre un titre original de Ian Fleming. Le suivant sera Casino Royale en 2006.

## Synopsis
Lors d'un exercice à Gibraltar d'agents 00 du MI6 conjointement avec le SAS, un mystérieux criminel tue l'agent 004 après lui avoir lancé une étiquette disant « smiert spionom » (« Смерть шпионам » ou « Mort aux espions »), nom de code d'une ancienne opération lancée par Staline et arrêtée 20 ans plus tôt. Le criminel tue également un second agent et tente de s'enfuir en volant une voiture. James Bond, qui était aussi de l'exercice, le pourchasse et le criminel finit par mourir, emporté par l'explosion du véhicule qu'il a volé.
À l'opéra de Bratislava, en Tchécoslovaquie durant la guerre froide, James Bond et le chef de l'antenne du MI6 à Vienne, Saunders, surveillent le général russe du KGB Georgi Koskov, que Bond doit faire passer à l'Ouest afin qu'il échappe au sort que lui réserve le KGB. A sa sortie à l'entracte, alors que Bond le couvre avec un fusil à vision de nuit, Koskov échappe de peu à une tentative de meurtre par une violoncelliste nommée Kara que Bond décide d'épargner.
Via pipeline et grâce à une complice dans l'industrie exploitante, Koskov réussit son passage à l'Ouest. Arrivé en Autriche, « Q » l'embarque sur un avion à décollage vertical Hawker Siddeley Harrier T4 de la Royal Air Force pour rejoindre l'Angleterre.
Chez « M », après l'arrivée de Bond en Aston Martin V8 Volante, il expose l'opération « smiert spionom » lancée par le général Léonid Pushkin, directeur du KGB, qui brigue le pouvoir. Les Anglais apprennent ainsi que Pushkin se rend à Tanger, au Maroc, pour une convention commerciale. Mais à la suite de la réunion, il se fait enlever par Necros, un agent du KGB déguisé en livreur de lait. M et le ministre de la défense, fous de rage et humiliés, chargent Bond d'aller à Tanger pour aller tuer Pushkin. L'agent désapprouve avant d'accepter la mission, mais décide de retourner à Bratislava pour retrouver la violoncelliste.
Bond suit de près la violoncelliste Kara. Mais cette dernière se fait arrêter par le KGB à bord du tramway, laissant son étui de violoncelle dedans. Bond découvre à l'intérieur son adresse et son arme chargée à blanc, il s'en débarrasse. Le lendemain, il lui rend visite en l'informant que le KGB l'a libérée pour mieux la surveiller et découvre ses liens avec Georgi. Le duo décide de rejoindre Georgi et parvient à s'échapper avec l'Aston Martin V8 Volante de Bond, ils sont alors recherchés. S'ensuit alors une course-poursuite en montagne jusqu'à la frontière d'Autriche, où le KGB est obligé de s'arrêter.
À Vienne, ils apprennent que Koskov a acheté le violoncelle stradivarius de Kara avec l'argent d'un certain Brad Whitaker, trafiquant d'armes et de drogue, qui se trouve à Tanger, ce qui révèle une association entre Koskov et le trafiquant. Au Maroc, Pushkin annule sa commande auprès du contrebandier, qui en informe Koskov et Nécros qui est en réalité son homme de main. Koskov décide de pousser Bond à éliminer Pushkin en organisant l'assassinat de Saunders sous le couvert de l'Opération « Smiert' Spionom », mission qui réussit parfaitement.
Bond parvient à gagner l'Afrique et à retrouver Pushkin. Là, il comprend non sans mal que Koskov est en réalité un agent triple, et qu'il a trahi Bond et Kara pour fournir l'URSS en armes grâce à un trafic d'opium depuis une base soviétique en Afghanistan, envahi 8 ans plus tôt. Bond passe un accord avec Pushkin et organise son faux assassinat. En échappant aux autorités, Bond tombe sur l'agent de la CIA Felix Leiter qui surveille la propriété du trafiquant d'armes. Toutefois, en rejoignant la violoncelliste, Bond et elle tombent entre les mains de Koskov.
Bond et Kara sont amenés en Afghanistan comme prisonniers par Koskov, qui les présente comme étant les assassins de Pushkin et donne instruction de les envoyer à Moscou. Après un combat contre les gardiens, ils s'échappent, et avec une bande d'hommes du désert, les Moudjahidines, prennent d'assaut la base soviétique servant de plaque tournante au trafic d'opium. Mais malgré quelques spectaculaires succès, la situation tourne lentement à l'avantage des Soviétiques.
Bond et Kara s'enfuient dans un avion rempli d'opium, pourchassés par Koskov et Necros. Alors que Koskov échappe de justesse à l'explosion de son véhicule, Necros parvint à pénétrer dans l'avion de Bond. L'espion britannique a enclenché une bombe avant de dérober l'avion et tente alors de la désamorcer. Mais Necros intervient et un combat s'engage alors entre les deux hommes durant lequel Necros tombe finalement de l'avion et disparait. Après cela, 007 utilise la bombe pour faire sauter un pont et empêcher les forces soviétiques de pourchasser plus avant les Moudjahidines.
Bond retourne alors à Tanger et tue Whitaker lors d'un combat armé. Ensuite, Pushkin, désormais allié de Bond après la fausse tentative de meurtre lors de la convention, remercie 007 de son aide contre Koskov. Il capture d'ailleurs ce dernier (qui tente en vain encore de s'en sortir en prétendant que Whitaker l'a retenu prisonnier et était l'unique responsable) et ordonne à ce qu'il soit ramené à Moscou « par la bière diplomatique » (ce qui sous-entend qu'il le condamne au peloton d’exécution).
À la fin, une réception a lieu, au cours de laquelle le général Gogol du précédent film, apparaît en tant que Ministre des Affaires Étrangères d'URSS. Kara, quant à elle, réalise son rêve de jouer dans l'orchestre symphonique de Vienne.

## Fiche technique

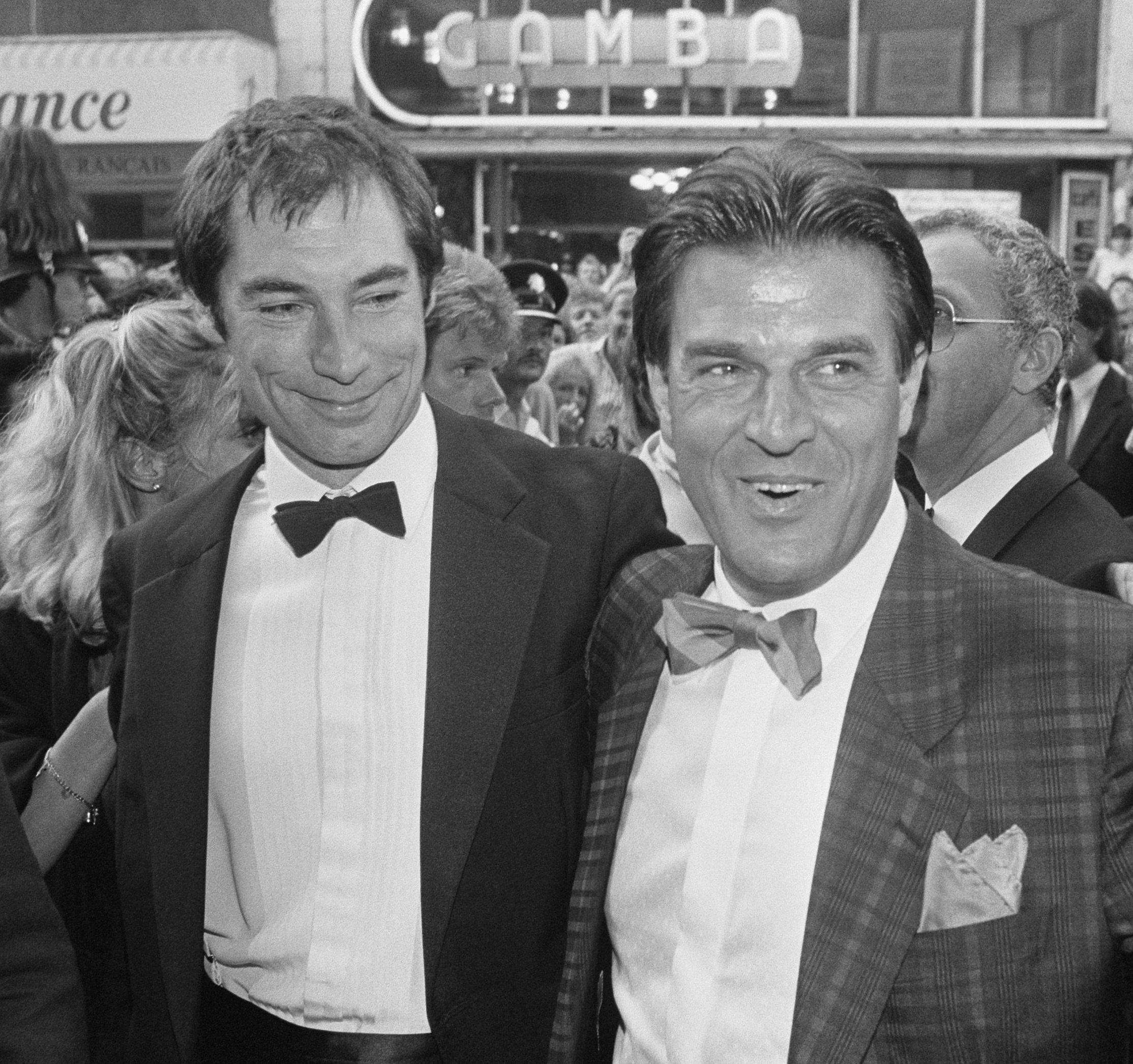
Timothy Dalton et Jeroen Krabbé à la première néerlandaise du film, à Amsterdam.

- Titre original : The Living Daylights
- Titre français et québécois : Tuer n’est pas jouer
- Réalisation : John Glen
- Scénario : Richard Maibaum et Michael G. Wilson, d'après la nouvelle Bons baisers de Berlin de Ian Fleming
- Musique : John Barry ; chanson thème : The Living Daylights, interprétée par a-ha, écrite et composée par Pål Waaktaar-Savoy
- Direction artistique : Terry Ackland-Snow (de)
- Décors : Peter Lamont
- Costumes : Emma Porteous
- Photographie : Alec Mills
- Montage : Peter Davies (de) et John Grover (de)
- Coordination des cascades : Rémy Julienne
- Production : Albert R. Broccoli et Michael G. Wilson ; Tom Pevsner (en) et Barbara Broccoli (producteurs associés)
- Sociétés de production : EON Productions et United Artists ; Danjaq (coproduction)
- Sociétés de distribution : United International Pictures (Royaume-Uni et France)
- Budget : 30 millions de dollars[2]
- Pays de production :  Royaume-Uni
- Langues originales : anglais, arabe, français, allemand, russe, tchèque et slovaque
- Format : couleur (Technicolor) - 2,35:1 - 35 mm ; son Dolby
- Genre : espionnage, action
- Durée : 131 minutes
- Dates de sortie[3] :
  - Royaume-Uni : 27 juin 1987 (première mondiale à Londres) ; 30 juin 1987 (sortie nationale)
  - France : 16 septembre 1987

## Distribution
Sources doublage : AlloDoublage (VF)
- Timothy Dalton (VF : Edgar Givry) : Commandeur James Bond/ 007
- Maryam d'Abo (VF : Elle-même) : Kara Milovy
- Jeroen Krabbé (VF : Féodor Atkine) : lieutenant-général Georgi Koskov
- Joe Don Baker (VF : Jacques Ferrière) : Brad Whitaker
- John Rhys-Davies (VF : William Sabatier) : général d'armée Leonid Pushkin, directeur du KGB
- Art Malik (VF : Daniel Russo) : Kamran Shah
- Andreas Wisniewski (VO : Kerry Shale (en) / VF : Jean-Pierre Denys) : Necros
- Thomas Wheatley (de) (VF : Nicolas Marié) : Saunders
- Desmond Llewelyn (VF : Louis Arbessier) : Q
- Robert Brown (VF : Philippe Dumat) : M
- Geoffrey Keen : Sir Frederick Gray, le Secrétaire d'État à la Défense
- Walter Gotell (VF : Roger Rudel) : général d'armée Anatol Alexis Gogol, Ministre des Affaires Étrangères d'URSS
- Caroline Bliss : Miss Moneypenny
- John Terry (VF : William Coryn) : Felix Leiter
- Virginia Hey : Rubavitch
- John Bowe : le colonel Feyador
- John Barry : chef d'orchestre (caméo) (non crédité)
- Alan Harris : un scientifique du MI6 (non crédité)
- Gertan Klauber : le propriétaire du café dans lequel est tué Saunders (non crédité)
- Michael G. Wilson : patron de l'Opéra de Vienne (caméo) (non crédité)

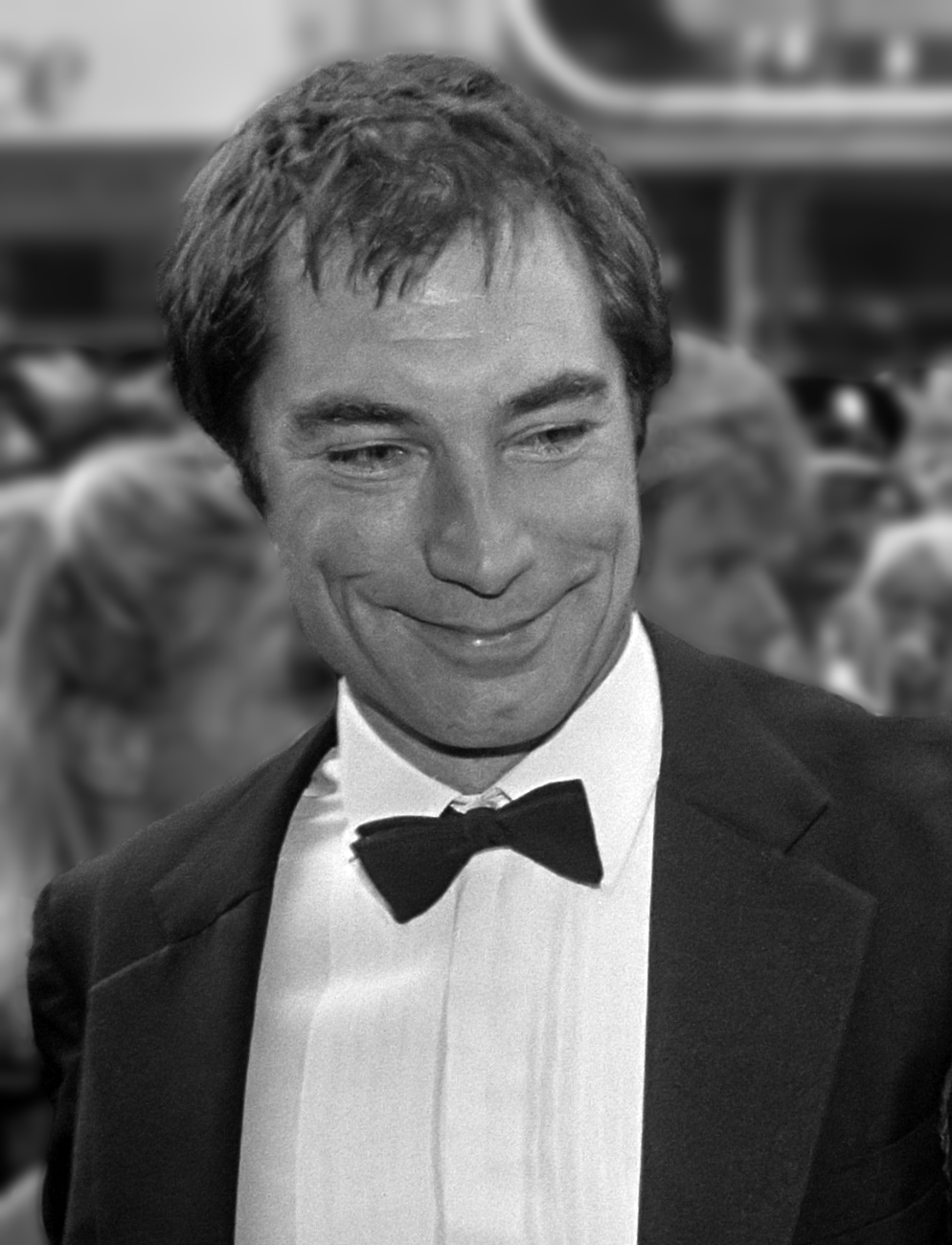
Timothy Dalton en 1987.
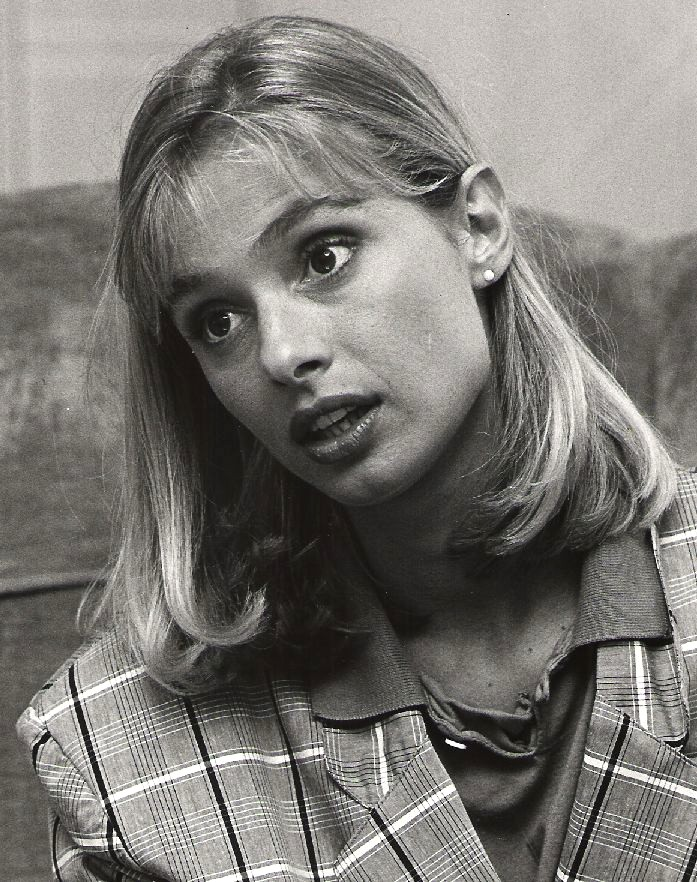
Maryam d'Abo en 1987.
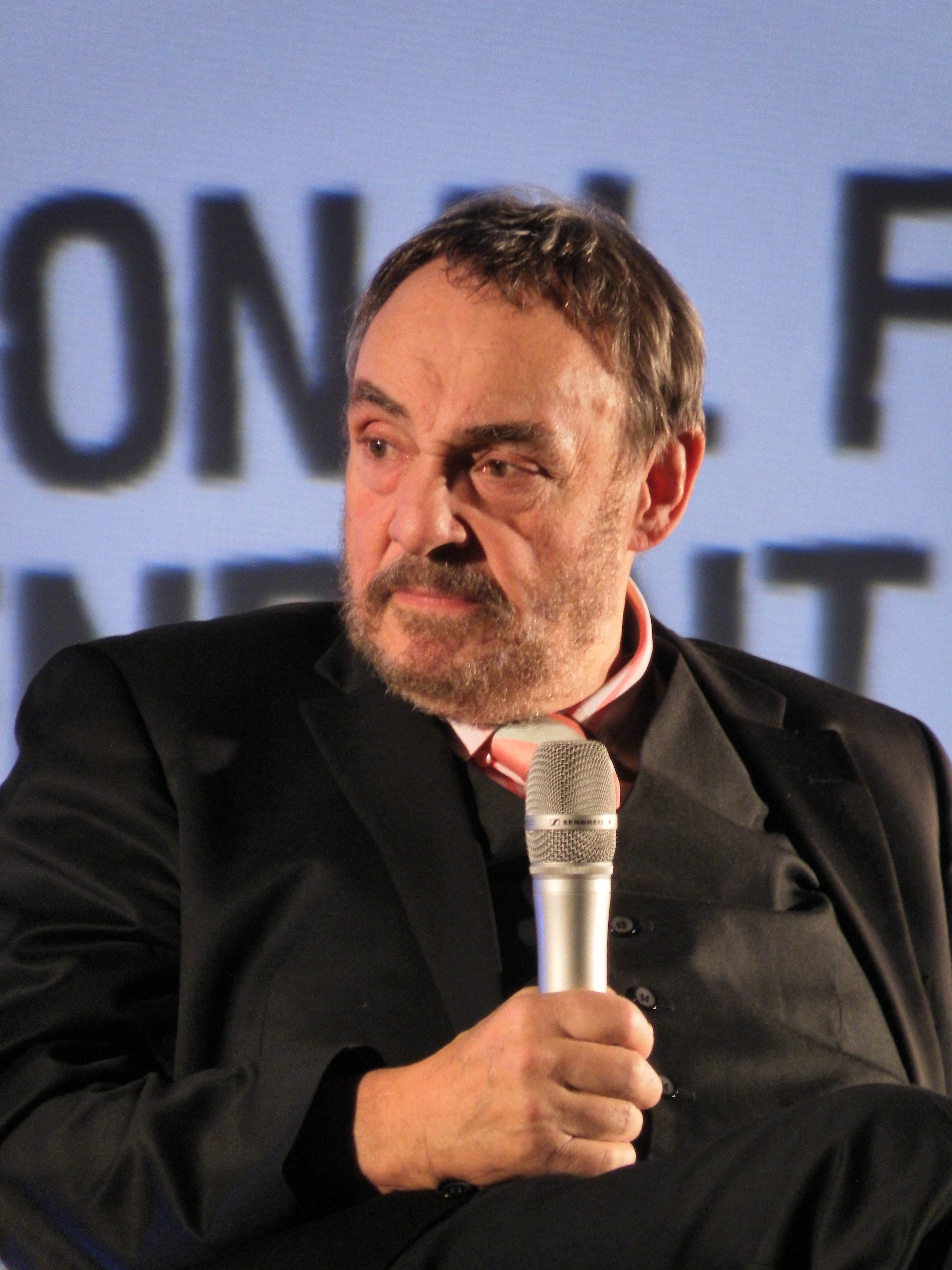
John Rhys-Davies en 2013.

## Lieux de l'action
- Gibraltar, Gibraltar (pré-générique)
- Tchécoslovaquie, Bratislava
- Angleterre
  - Londres
  - Manoir de Blayden (locaux sécurisés du MI6 situés dans la campagne britannique)
- Maroc, Tanger
- Autriche
  - Vienne : Gazomètres, Opéra populaire, Prater, Sofiensaal
  - Carinthie : Weissensee
- République démocratique d'Afghanistan (base aérienne soviétique)

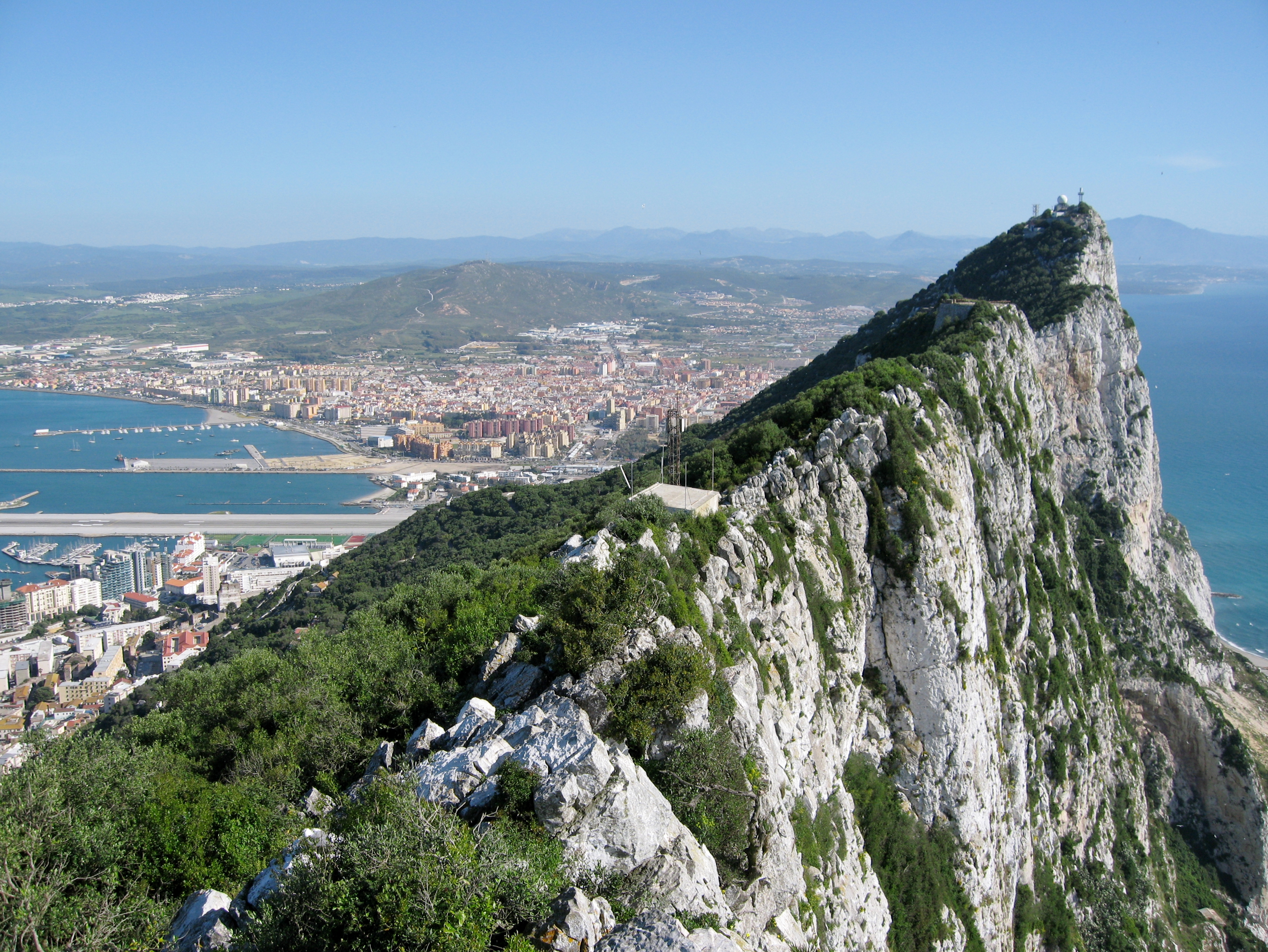
Scène d'ouverture à Gibraltar.
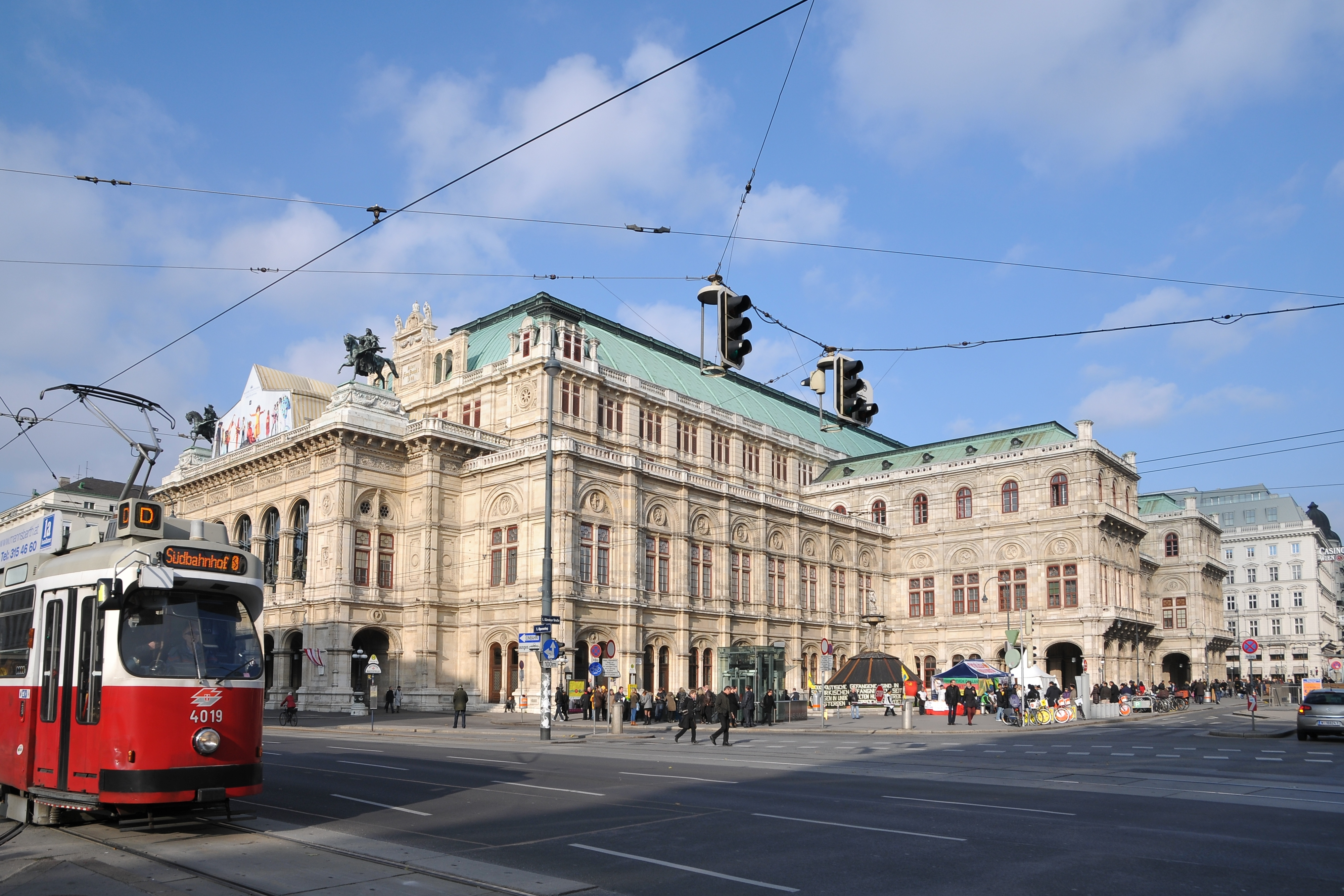
Opéra de Vienne.
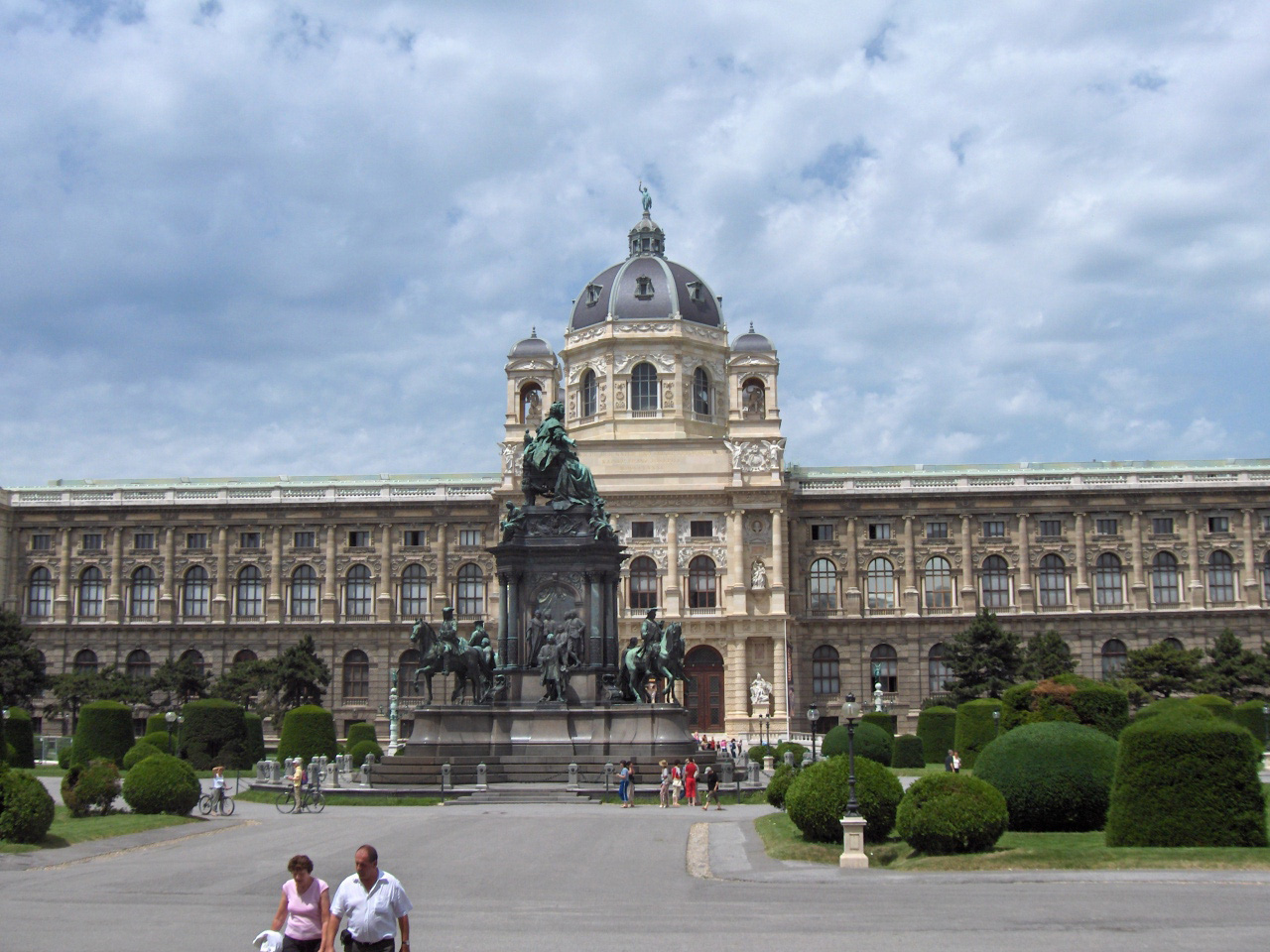
Musée d'histoire naturelle de Vienne.
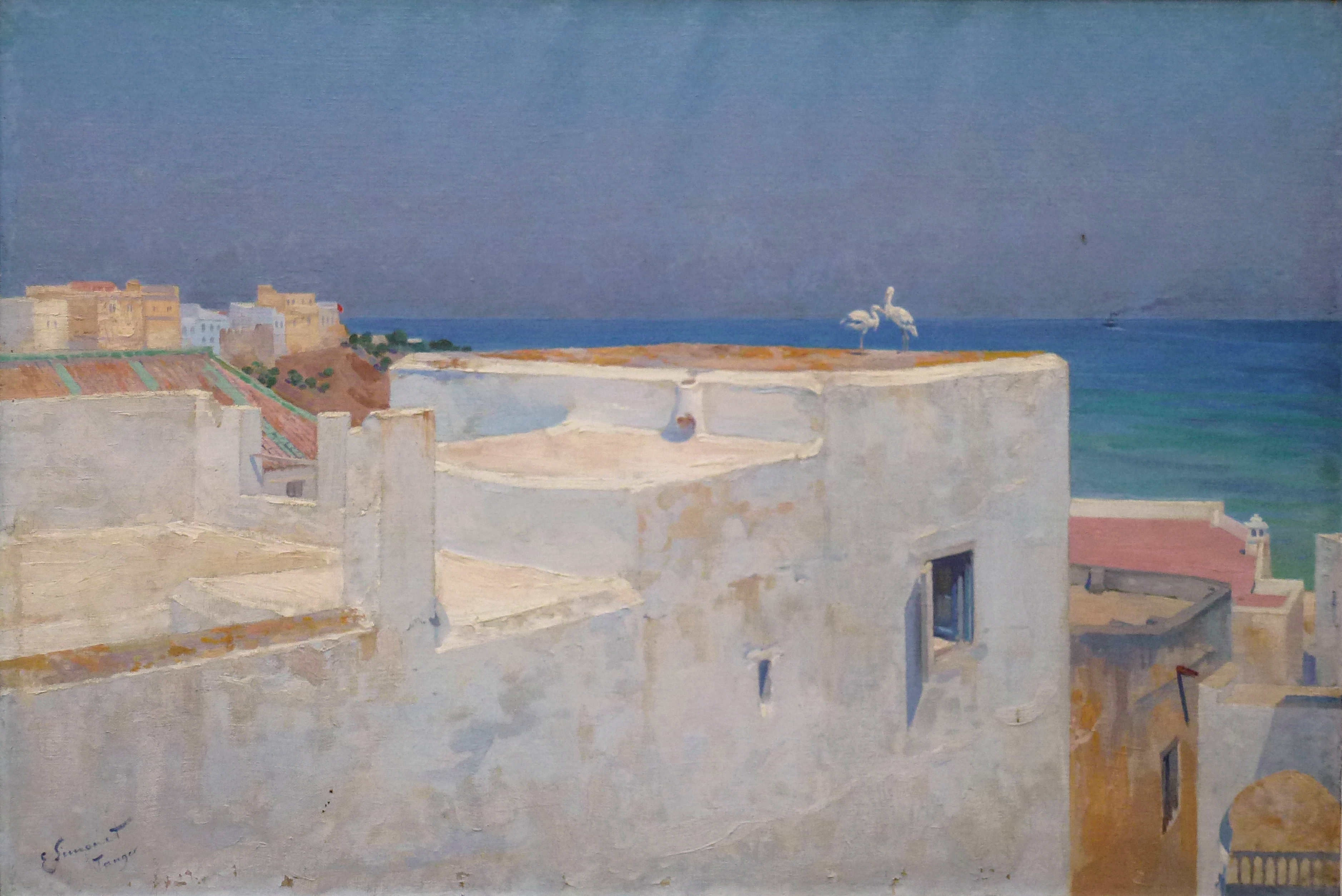
Les terrasses de Tanger de Enrique Simonet, où Bond échappe à la police.

## Production

### Genèse et développement
En fin d'année 1985, après la sortie du 14e James Bond à être produit par EON Productions, Dangereusement vôtre, les scénaristes Richard Maibaum et Michael G. Wilson commencent à trouver un concept pour le prochain film de l'agent 007. Une seule chose est sûre, l'acteur Roger Moore, qui avait tenu le rôle dans les sept derniers films, ne reviendrait pas incarner l'espion une huitième fois, car il se trouvait bien trop vieux, à 58 ans, pour continuer à jouer James Bond. Il dira plus tard qu'il s'en est rendu compte en voyant que la mère de sa partenaire Tanya Roberts était plus jeune que lui.
Les scénaristes pensaient donc que ce 15e film serait une préquelle à la série, mais le producteur Albert R. Broccoli était persuadé que les spectateurs ne seraient pas intéressés par ce film. Cette idée sera finalement utilisée en 2006 avec Casino Royale. Le 5 décembre 1985, un nouveau script est remis. Les personnages principaux de la version finale du film tels que Kara Milovy ou Brad Whitaker sont déjà inclus. Toutefois, d'autres scénarios seront écrits par la suite. L'acronyme du SMERSH « Smiert' Shpionam » — le « Mort aux espions » du roman de Fleming — sert de base aux scénarios.
Le scénario est tiré d'une nouvelle de Ian Fleming intitulée The Living Daylights, publiée pour la première fois le 4 février 1962 dans le Sunday Times. Cette courte histoire a ensuite été publiée aux États-Unis en juin 1962 dans le magazine Argosy sous le titre de Berlin Escape. La nouvelle a ensuite été publiée en 1966, deux ans après le décès de Ian Fleming, dans le recueil Octopussy and The Living Daylights. C'est le dernier film basé sur une nouvelle de Fleming avant Casino Royale en 2006.
Tuer n'est pas jouer est l'une des premières victimes notables du piratage vidéo. Des séquences volées avant montage ont été vendues comme s'il s'agissait du film achevé. Le producteur Albert R. Broccoli a dû expliquer par voie d'affiches qu'il ne s'agissait pas du véritable film[réf. nécessaire].

### Attribution des rôles
Les producteurs partent alors à la recherche d'un nouvel acteur qui, selon eux, devait être jeune et viril, à l'image du héros de Ian Fleming. En 1986, Sam Neill, Lambert Wilson, Bryan Brown, Andrew Clarke,Antony Hamilton, Pierce Brosnan et Timothy Dalton auditionnent pour le rôle. Le producteur Michael G. Wilson, le réalisateur John Glen, Dana et Barbara Broccoli sont alors très convaincus par Sam Neill, contrairement au producteur Albert R. Broccoli qui soutient plutôt le Français Lambert Wilson.
Après des essais filmés de 3 jours, le rôle est offert à Pierce Brosnan. À cette époque l'acteur américano-irlandais de 33 ans seulement est sous contrat avec la chaîne NBC pour Les Enquêtes de Remington Steele, mais la série télévisée est sur le point d'être annulée faute d'audience. Paradoxalement, l'annonce que Pierce Brosnan pourrait être le nouveau James Bond relance l'intérêt de la chaîne pour la série. NBC utilise alors une clause dans le contrat de l'acteur l'obligeant à tourner une nouvelle saison. Albert R. Broccoli ne veut pas que James Bond soit joué par un acteur apparaissant en même temps dans une série télévisée. Bien que la 5e saison de la série ne dure que 4 épisodes, Brosnan, très déçu, ne peut tenir le rôle. En juillet 1986, il est confirmé que Brosnan ne tiendra pas le rôle principal dans ce film.
Dana, la femme d'Albert R. Broccoli, suggère alors Timothy Dalton. Mais le producteur est réticent en raison du désintérêt de l'acteur pour le rôle. Broccoli cède cependant à la volonté de son épouse et accepte de rencontrer l'acteur. Mais Dalton s’apprête à tourner Brenda Starr et sera bientôt indisponible. Bien qu'il ait auparavant refusé de prendre la suite de Sean Connery à la fin des années 1960, se trouvant trop jeune, Timothy Dalton décide d'accepter. Il ne signe cependant pas de contrat tout de suite. Un directeur de casting persuade alors Robert Bathurst de passer des essais. Ce dernier pense que cela n'est qu'un prétexte pour mettre la pression sur Dalton. Mais Timothy Dalton est finalement officiellement engagé. Il est officiellement présenté à la presse mondiale le 5 octobre 1986, à Vienne.
Joe Don Baker, qui interprète ici Brad Whitaker, jouera ensuite le rôle de Jack Wade, l'agent de la CIA dans GoldenEye (1995) et Demain ne meurt jamais (1997). Andreas Wisniewski, qui joue le tueur Necros, est danseur classique allemand, ce qui lui fut utile pour les scènes de combat. Du côté des figurants, Frederick Warder et Glyn Baker ont été choisis pour interpréter les deux agents « 00 » du pré-générique en raison de leur ressemblance avec les anciens James Bond, respectivement George Lazenby et Roger Moore.
Du côté des actrices féminines, Maryam d'Abo, décroche le rôle de Kara après avoir donné la réplique aux James Bond potentiels dans leurs bouts d'essai. De plus, l'actrice anglaise ne cache pas être passionnée par la saga cinématographique. À noter qu'elle est la seule Bond Girl de tout le film (si l'on ne compte pas les courtes apparitions à l'écran de Kelly Tyler et de Virginia Hey). Quant au célèbre personnage de Miss Moneypenny, il est interprété ici par Caroline Bliss, qui commence sa carrière en incarnant la Princesse Diana dans le téléfilm Charles and Diana : A Royal Love Story (1982). Elle remplace Lois Maxwell, qui a campé le rôle pendant pratiquement 25 ans, et est ainsi la deuxième actrice à incarner ce personnage. La coproductrice, Barbara Broccoli, fait une apparition en tant que soldat tchèque. Ce n'est pas le premier caméo d'un membre de l'équipe : le producteur Michael G. Wilson n'en est pas à ses premières apparitions dans la série. Tuer n'est pas jouer est le dernier film de la série à figurer un essaim de James Bond Girls : elles sont rassemblées autour de la piscine dans le palais marocain de Brad Whitaker.
Ce premier film avec Timothy Dalton marque également la sixième et dernière apparition de Walter Gotell dans le rôle du général Anatol Gogol, personnage récurrent des cinq derniers films avec Roger Moore, on y apprend qu'il a désormais la charge des affaires étrangères en URSS et que le général Leonid Pushkin joué par John Rhys-Davis lui a succédé à la tête du KGB.

### Tournage
Le tournage débute le 17 septembre 1986 au Rocher de Gibraltar pour la séquence de pré-générique. La production utilise des installations militaires britanniques, dont une route d'accès réservée au ministère de la Défense de Sa Majesté, habituellement fermée au public. Le 29 septembre, l'équipe commence à tourner sur le « Plateau 007 » aux Pinewood Studios en Angleterre. Une semaine plus tard, les acteurs et l'équipe technique sont à Vienne où le réalisateur John Glen tourne des scènes au Volksoper Wien, dans la salle de concert du Château de Schönbrunn et dans le parc d'attractions du Prater. La course-poursuite sur glace est encore conçue comme une scène de yachting sur glace. Mais John Glen a dû composer autrement : « Nous n'avons pas pu faire venir les chars à glace en Autriche. Ils ne vont que là où la glace est bonne. » D'autres endroits de tournage comprennent aussi le Maroc, les États-Unis et l'Italie.
L'Afghanistan étant sous occupation soviétique en 1986, les scènes de désert ont été réalisées au Maroc, notamment à Ouarzazate — d'ailleurs, nombre des figurants « afghans » du film sont en fait des soldats de l'armée marocaine, qui ont l'avantage non négligeable de se présenter sur le tournage munis de leurs propres armes. Cet ancien poste français sera aussi employé pour figurer la Somalie dans La Chute du Faucon Noir (2001) et l'Afrique du Nord de Gladiator (2000). Cependant, la fuite de Bond en Land Rover et en parachute a été tournée dans le Désert des Mojaves. La conclusion du film inclut le Château de Schönbrunn à Vienne et l'Elveden Hall à Suffolk.
De retour à Pinewood, une anecdote pimente le tournage. Le 11 décembre 1986, l'équipe reçoit la visite du prince et de la princesse de Galles, visite au cours de laquelle Diana brise une bouteille en sucre sur la tête de Charles, une « cascade » qui enchante les tabloïds. De même que le tir de la roquette lancé dans le laboratoire de « Q » est déclenché par le prince Charles[réf. nécessaire].
Les principaux travaux de prise de vue s'achèvent le 13 février 1987. Six jours plus tard, Albert R. Broccoli est promu Officier de l'Ordre de l'Empire britannique[réf. nécessaire].
Lieux de tournage
- Royaume-Uni
  -  Gibraltar
    - Rocher de Gibraltar

  -  Angleterre
    - Londres
    - Pinewood Studios
    - Stonor Park, Henley-on-Thames, Oxfordshire
    - Beachy Head, Sussex de l'Est
- Autriche
  - Vienne
  - Prater : la Grande Roue du Prater, la Riesenrad, sur laquelle James Bond et Kara partagent de tendres moments, apparaît également dans le thriller classique Le Troisième Homme (1949) de Carol Reed. Dans ce film, le réalisateur John Glen a été assistant monteur.
  - Volksoper Wien
  - Château de Schönbrunn
  - Weissensee
- Maroc
  - Tanger
  - Musée Forbes : la villa de Whitaker à Tanger, le palais Mendoub, a appartenu au milliardaire américain Malcolm Forbes, dont l'immense collection de soldats de plomb figure dans le film. Après sa mort, la plupart de ces figurines sont vendues aux enchères (pour plus de 750 000 €).
  - Ouarzazate, Atlas
- États-Unis
  - Désert des Mojaves,  Californie

### Bande originale
Bandes originales James Bond
Dangereusement vôtre
(1985) Permis de tuer
(1989)
John Barry compose sa onzième et dernière bande originale d'un film de James Bond. La musique de Tuer n'est pas jouer se démarque cependant des précédentes par l'introduction de pistes rythmiques électroniques alliées au traditionnel orchestre. Le compositeur passera également pour la première fois devant la caméra dans le cadre des aventures de 007 : il fait une apparition en tant que chef d'orchestre dans la dernière scène où Kara s'illustre en tant que violoncelliste.
La chanson du générique d'entrée, The Living Daylights, est interprétée par le groupe norvégien a-ha. C'est l'une des rares chansons de la saga à ne pas être interprétée par des artistes britanniques. John Barry n'y participe pas beaucoup mais remixe la chanson pour un autre passage du film.
La chanson du générique de fin est If There Was A Man, chantée par Chrissie Hynde des Pretenders. On peut également entendre la chanson Where Has Everybody Gone ? des Pretenders dans le baladeur de Necros. Le groupe doit en premier lieu interpréter la chanson principale du film, mais à la suite du précédent succès de la chanson A View to a Kill de Duran Duran, les producteurs préfèrent a-ha pour renouveler l'expérience avec un groupe de synthpop. C'est le premier film de Bond dans lequel le générique de fin comporte un morceau différent du thème principal.
Le film contient également plusieurs pièces de musique classique. Le 1er mouvement de la Symphonie no 40 de Mozart est interprété par le Conservatoire de Bratislava. Kara joue le Quatuor à cordes en ré majeur d'Alexandre Borodine. Le Concerto pour violoncelle de Dvořák apparaît également dans le film. À la fin de celui-ci, Kara interprète les Variations sur un thème Rococo de Tchaikovsky devant le Général Gogol et James Bond.
Listes des titres de l'album
1. The Living Daylights – a-ha
2. Necros Attacks
3. The Sniper Was a Woman
4. Ice Chase (contient le James Bond Theme, à l'origine composé pour James Bond 007 contre Dr No)
5. Kara Meets Bond
6. Koskov Escapes
7. Where Has Everybody Gone – The Pretenders
8. Into Vienna
9. Hercules Takes Off
10. Mujahadin and Opium
11. Inflight Fight
12. If There Was a Man – The Pretenders
Titres bonus ajoutés pour la réédition
13. Exercise at Gibraltar
14. Approaching Kara
15. Murder at the Fair
16. Assassin and Drugged
17. Airbase Jailbreak
18. Afghanistan Plan
19. Air Bond
20. Final Confrontation
21. Alternate End Titles

## Distinctions

### Récompenses
- BMI Film & TV Awards 1988 : BMI Film Music Award pour John Barry[21]
- Goldene Leinwand 1988 pour United International Pictures
- Golden Reel Awards 1988 : meilleur montage sonore d'un film étranger

### Nominations
- Saturn Awards 1988 : meilleur film fantastique
- DVD Exclusive Awards 2001 : meilleure documentaire-restrospective bonus de DVD pour Ian Fleming: 007's Creator de John Cork

## Sortie et accueil

### Box-office
| - Mondial : 191 185 897 $ - États-Unis : 51 185 897 $ | - France : 1 955 471 entrées - Paris : 559 440 entrées |

## Autour du film

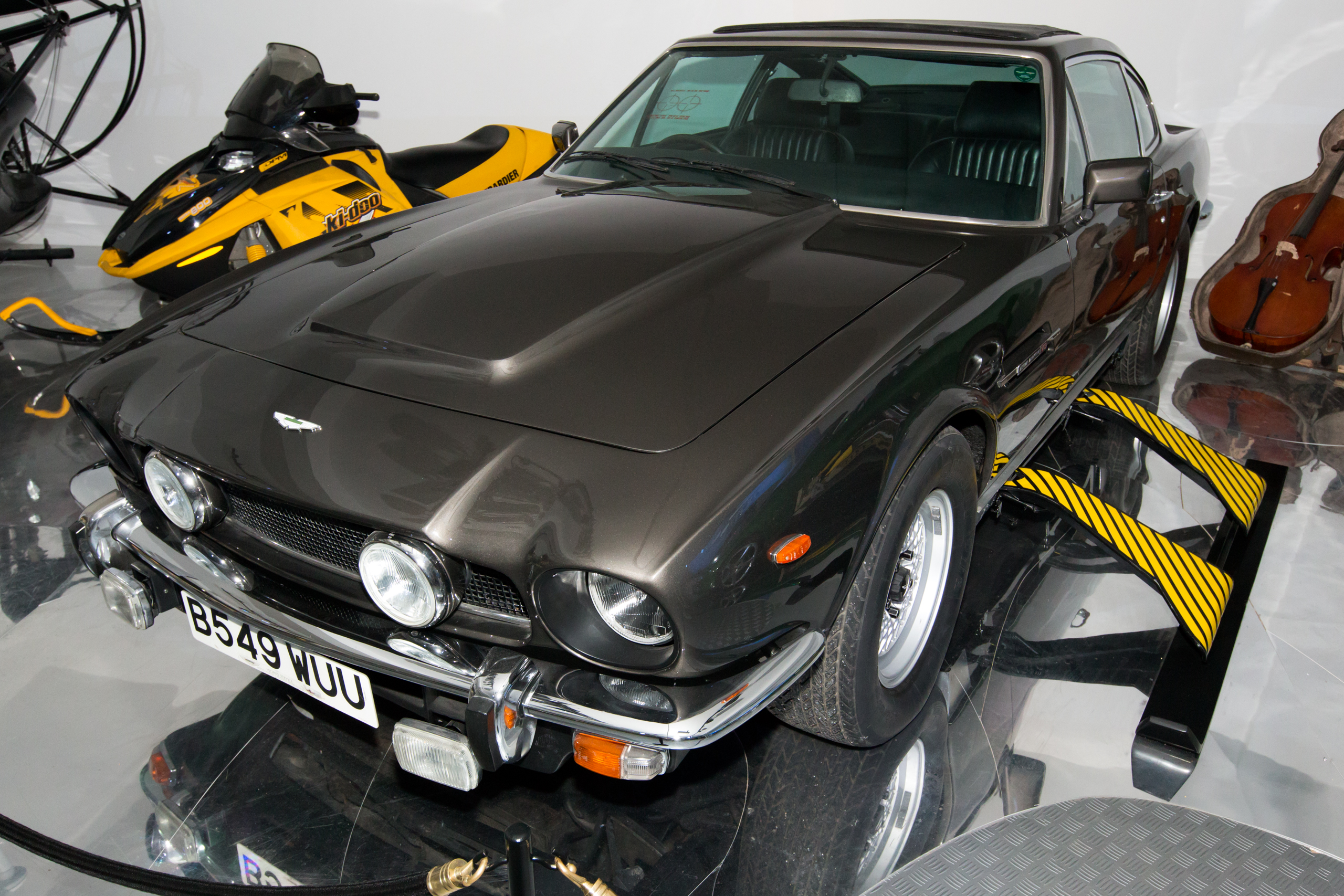
Dans ce film, James Bond pilote une Aston Martin munie de skis sur un lac gelé.

Tuer n'est pas jouer constitue la dernière occasion à ce jour pour « M » d'installer son bureau dans un cadre inhabituel (à bord d'un Hercules) ; une pratique inaugurée en 1967 dans On ne vit que deux fois, avec le transfert de « M » et Moneypenny à bord d'un sous-marin britannique.
- L'affiche du film a peut-être été inspirée d'une autre affiche d'un James Bond, celle de Rien que pour vos yeux dans laquelle Bond est entre les jambes d'un mannequin américain Joyce Bartle. Parallèle à celle-ci, celle de Tuer n'est pas jouer filme Bond en face de Kara Milovy. Sauf que ce n'est pas Maryam d'Abo, l'interprète de cette dernière qui pose sur l'image mais une autre actrice américaine, Kathy Stangel laquelle avait été payée pas moins de 1 200 dollars pour la séance. D'Abo ne fournit peut-être pas le corps de son personnage mais en revanche, c'est bien elle qui prête ses cheveux blonds mi-longs.
- C'est le premier film James Bond qui comporte deux chansons titres : Une pour le générique du début (The Living Daylights interprétée par A-ha) et une pour celui de fin (If There was a Man interprétée par The Pretenders). En effet dans la plupart des précédents, une même chanson fut utilisée pour les deux génériques.
- C'est un des rares films dans lequel Bond a une relation avec une seule James Bond Girl (il en a deux en moyenne dans la plupart des films). Par ailleurs c'est aussi le premier film violant une certaine censure avec la présence du cœur conservé dans une boîte réfrigérante. En effet les films James Bond ne montraient jusque-là que très peu (voire aucun) d'éléments choquants.
- Dans ce film, Bond conduit à nouveau une Aston Martin, pour la première fois depuis Au service secret de sa majesté en 1969. En 1977, pour L'Espion qui m'aimait, la production avait préféré la nouvelle Lotus Esprit. Malgré le succès de la Lotus submersible, l'Aston Martin DB5 reste très populaire. La marque revient donc ici avec la V8. Le véhicule apparaissant dans le film est celui de présérie de Victor Gauntlett, alors patron d'Aston Martin. En retour, Albert R. Broccoli lui offre un petit rôle : une apparition en tant que colonel du KGB. Mais son emploi du temps surchargé empêchera Gauntlett de mener à bien ce projet.
- C'est également le retour de la cigarette pour James Bond — le Bond de Roger Moore fumant le cigare —, comme l'ont fait les premiers agents joués par Sean Connery et George Lazenby.
- Le faux passeport de 007, utilisé pour son vol vers l'Afghanistan avec le général Koskov, est établi au nom de Jerzy Bondov (le nom de James Bond transformé en russe).
- À la fin du film, alors que Kara et James se trouvent dans une Jeep, deux panneaux routiers indiquent « Islamabad 325 km » et «Karachi 200 km» alors que ces deux villes du Pakistan sont distantes de 1 400 kilomètres.
- Les avions utilisés dans le film sont tous d'origine autre que soviétique. L'appareil de transport est un Hercules de conception américaine et lors de l'arrivée de Bond sur la base russe on aperçoit un Fouga Magister de conception française, un Alphajet de conception franco-allemande et un OV-10 Bronco de conception américaine. On reconnait également parmi les engins de chantier des camions Berliet d'origine française, un modèle très courant au Maroc où est tournée la scène. De même, le tout-terrain de l'une des scènes finales du film est en fait un Land Rover maquillé. Enfin, le véhicule tout-terrain protégeant la colonne n'est autre qu'un VAB 6X6 de fabrication française, devant faire partie des 394 VAB 6 roues livrés à l'armée marocaine entre 1979 et 1984.
- Quand le Hercules tombe en panne de kérosène, le son produit par les moteurs qui calent est un bruit de moteurs à pistons alors que cet avion est équipé de turbopropulseurs.
- Deux scènes ont été coupées du montage final :
  - Une scène dans le laboratoire de « Q » a été supprimée.
  - Lorsque Bond prend la fuite à Tanger, on montre les autorités qui le poursuivent, un villageois décide de le défendre et renverse un policier dans un bassin d'eau. Le villageois donne à Bond un tapis qu'il pose sur des câbles afin de glisser entre deux toits. Il saute ensuite sur une moto.
- Dans la réalité, il n'y a aucune montagne à la frontière entre l'Autriche et la Slovaquie (ex-Tchécoslovaquie)[23].